# اسگنس
longitudeاسگنسlatitudeاسگنس
اسگنس (به انگلیسی: Skegness) یک شهرک در بریتانیا است که در لینکلن‌شر واقع شده‌است.

## خصوصیات
اسگنس ۲۴٬۸۷۶ نفر جمعیت دارد.